# Yellow Fields
Albums de Eberhard Weber
The Colours of Chloë
(1973) The Following Morning
(1976)
Yellow Fields est un album du bassiste allemand Eberhard Weber, paru en 1976 sur le label Edition of Contemporary Music. C'est un disque en quartet avec Charlie Mariano au saxophone soprano, Rainer Brüninghaus aux claviers, Eberhard Weber à la contrebasse, et Jon Christensen à la batterie. Le disque est enregistré en septembre 1975 au Tonstudio Bauer, Ludwigsburg, par Martin Wieland.
C'est le premier disque du quartet Colours de Weber, qui développe les idées initiées avec The Colours of Chloë.

## Description

### Musiciens
- Charlie Mariano : saxophone soprano, shenai, nagaswaram
- Rainer Brüninghaus : claviers
- Eberhard Weber : contrebasse
- Jon Christensen : batterie

### Titres
Toutes les compositions sont de Eberhard Weber.
| No | Titre         | Durée |
| -- | ------------- | ----- |
| 1. | Touch         | 4:59  |
| 2. | Sand-Glass    | 15:31 |
| 3. | Yellow Fields | 10:04 |
| 4. | Left Lane     | 13:37 |

## Réception critique
The Penguin Guide to Jazz accorde la note maximale de 4/4 à l'album, en notant que Yellow Fields sonne toujours moderne.